# Lottumstraße (Berlin-Prenzlauer Berg)
Die Lottumstraße liegt in Berlin-Prenzlauer Berg und verläuft parallel zur Torstraße. Sie mündet auf der östlichen Seite in die Schönhauser Allee und am westlichen Ende in die Choriner Straße. 

## Details
Die Straße erhielt ihren Namen am 25. August 1860 nach dem preußischen General und Minister Carl Friedrich Heinrich Graf von Wylich und Lottum (1767–1841), durch eines von dessen ehemaligen Grundstücken die heutige Straße verläuft.
Die gesamte Lottumstraße gehört zum Berliner Baudenkmalensemble „Christinenstraße 4–37, Teutoburger Platz“. Speziell werden die zwischen 1862 und 1874 errichteten Mietshäuser Nr. 1–11 und 13–29 sowie das Fabrikgebäude 9–10 und das Werkstattgebäude (mit Remise) 11 erwähnt. Die Gehwege der Straße wurden bis 2010 mit Charlottenburger Platten und Pflastersteinen saniert, wobei besonderer Wert auf die Reparatur der bauzeitlichen Materialien gelegt wurde. Laut Senatsverwaltung wurde eine „Vereinheitlichung des Erscheinungsbildes erzielt, welches dem historischen Vorbild entspricht“.
Während des Nationalsozialismus wurden in diesem Stadtteil, und besonders in der Lottumstraße, sowie in den angrenzenden Nachbarstraßen, Juden verfolgt, diskriminiert und deportiert. An diese Verbrechen erinnern die neun Stolpersteine, die vor Hauseingängen der Straße zu finden sind.
Das Haus Lottumstraße 10a ist seit Januar 1990 besetzt, eine Initiative u. a. der Umwelt-Bibliothek, des Revolutionären Autonomen Jugendverbandes, der Grünen- & Frauenliga und der Autonomen Antifa Ostberlin, um das damals leerstehende Gebäude zu nutzen. Seit 1991 ist es gemietet. Im Vorderhaus befindet sich die linke Politkneipe Bandito Rosso. Außerdem ist das Haus eine Anlaufstelle für linksalternative und wohnungslose Menschen. So wird eine Schlafstelle für Wohnungslose angeboten, es gibt Antifa-Stammtische sowie Kinoabende. Am 18. Januar 2020 feierte das Bandito Rosso das 30-jährige Bestehen des Projektes.

## Geschichte
Die Jahre um 1770 umschreiben die Anfänge der Lottumstraße, die damals nicht viel mehr als nur ein kleiner Feldweg war, der nach Westen führte. Ab Mitte des 19. Jahrhunderts wurden in der Straße (damals noch ungepflastert) die ersten Gebäude errichtet. Die Bebauung ging bis 1875 schnell voran und trug somit zum schnellwachsenden Berlin bei.